# Levindo Ozanam Coelho
Levindo Ozanam Coelho (Ubá, 17 de maio de 1914 – Ubá, 30 de março de 1984) foi um advogado e político brasileiro, filiado ao Partido Democrático Social (PDS).  Foi governador de Minas Gerais de 5 de julho de 1978 até 15 de março de 1979, completando mandato de Aureliano Chaves que foi candidato e eleito vice-presidente do Brasil.
Bacharelou-se em direito pela Faculdade de Direito da então Universidade de Minas Gerais, hoje UFMG, em 1936. Foi advogado na sua terra natal e promotor em Bom Sucesso. Foi diretor do jornal "Folha do Povo", periódico fundado por seu pai. Eleito Constituinte estadual em 1947 pelo, nesta época prestou apoio ao governo Milton Campos, eleito suplente de deputado para a legislatura seguinte tomou posse em 1953, foi reeleito em 1955.
De 1956 a 1958 exerceu a liderança do PSD na Assembleia Legislativa de Minas Gerais. Elegeu-se deputado federal de 1959 a 1975, em 1974 foi eleito pelo Colégio Eleitoral vice-governador do Estado de Minas Gerais na chapa de Antônio Aureliano Chaves de Mendonça. Em 1979 foi nomeado Ministro do Tribunal Superior do Trabalho, cargo que recusou. Foi novamente eleito deputado federal para a legislatura de 1983 a 1987, que não chegou a completar.
Era filho do senador Levindo Eduardo Coelho e de Antonina Gonçalves Coelho, e o quinto dos quatorze filhos do casal. Era casado com Cybele Pinto Coelho e teve os seguintes filhos: Isaura Maria Coelho Santos, Cybelle de Lourdes Coelho, Levindo Eduardo Coelho Neto, Saulo Levindo Coelho (deputado estadual) e Marília Pinto Coelho.